# Ligeti szőlő
A ligeti szőlő Délkelet-Európában, Kis-Ázsiában és a Kaukázuson terem.
Magyarországon őshonos, a bortermő szőlő őse. Ritka faj, az Észak-Amerikából behurcolt szőlőfajok elnyomják. Védett, természetvédelmi értéke 10 000 Ft. Hosszú, kapaszkodó hajtásaival magasra felkúszik a fákon, cserjéken. A kapaszkodást kacsok vagy tapadókorongok segítik elő.  A ligeti szőlőnek háromkaréjú, fűrészes szélű, hosszú nyelvű levelei vannak, amelyek átellenes állásúak. Sárgás vagy fehér virágai vannak, laza szerkezetű fürtjei általában szeptemberben-októberben érnek. Bogyója jelentéktelen, kis méretű, gömbölyded, 6–8 mm átmérőjű, ibolyáskék színű, savanyú, lészegény, sok savat és kevés cukrot tartalmaz. Táp- és élvezeti értéke alacsony. Magyarországon az 1800-as évek végén jelent meg a filoxéra, vagyis szőlőgyökér-tetű. A betegségnek az ültetvények nagy része áldozatául esett. Pótlásukra Észak-Amerikából hoztak be szőlőfajokat, melyek ugyan jobban ellenálltak a betegségnek, viszont kiszorították az olyan őshonos fajokat, mint a ligeti szőlő.